# Christian Floquet
 (février 2008).
Christian Floquet (né le 26 octobre 1961 à Genève) est un artiste suisse qui vit à Genève et travaille à Genève et Paris. 

## Biographie
De 1981 à 1985, il étudie à l'école supérieure d’art visuel (ESAV) à Genève et fréquente l'atelier multimédia de Silvie Defraoui et Chérif Defraoui. 
Il fait partie du courant Néo-géo. 
Il est également remplaçant au collège car il ne gagne pas assez avec son livre[pas clair]. 

## Expositions personnelles (sélection)
- 2003 : Espace Arlaud, Lausanne
- 2003 : Galerie Am See, Zoug
- 2003 : Deux couleurs, pas plus, MAMCO, Genève

## Expositions collectives (sélection)
- 2006 : Marie Sacconi, Jean-Luc Manz, Ursula Mumenthaler, Jacques Bonnard, Jean Crotti, Confer art actuel, Nyon
- 2005 : Naturellement abstrait, L'art contemporain dans la collection Julius Baer, Centre d'art contemporain, Genève
- 2005 : Die Sammlung der Nationalversicherung. Neuerwerbungen seit 2001, Kunst Raum Riehen, Riehen
- 2005 : Francis Baudevin, Christian Floquet, Christian Robert-Tissot, Centre d'art Neuchâtel (CAN), Neuchâtel

## Publications
- Arnault Pierre, Christian Floquet : engager la peinture, Mamco, 2013, 279 p. (ISBN 978-2-940159-56-7)